# Swissôtel The Stamford

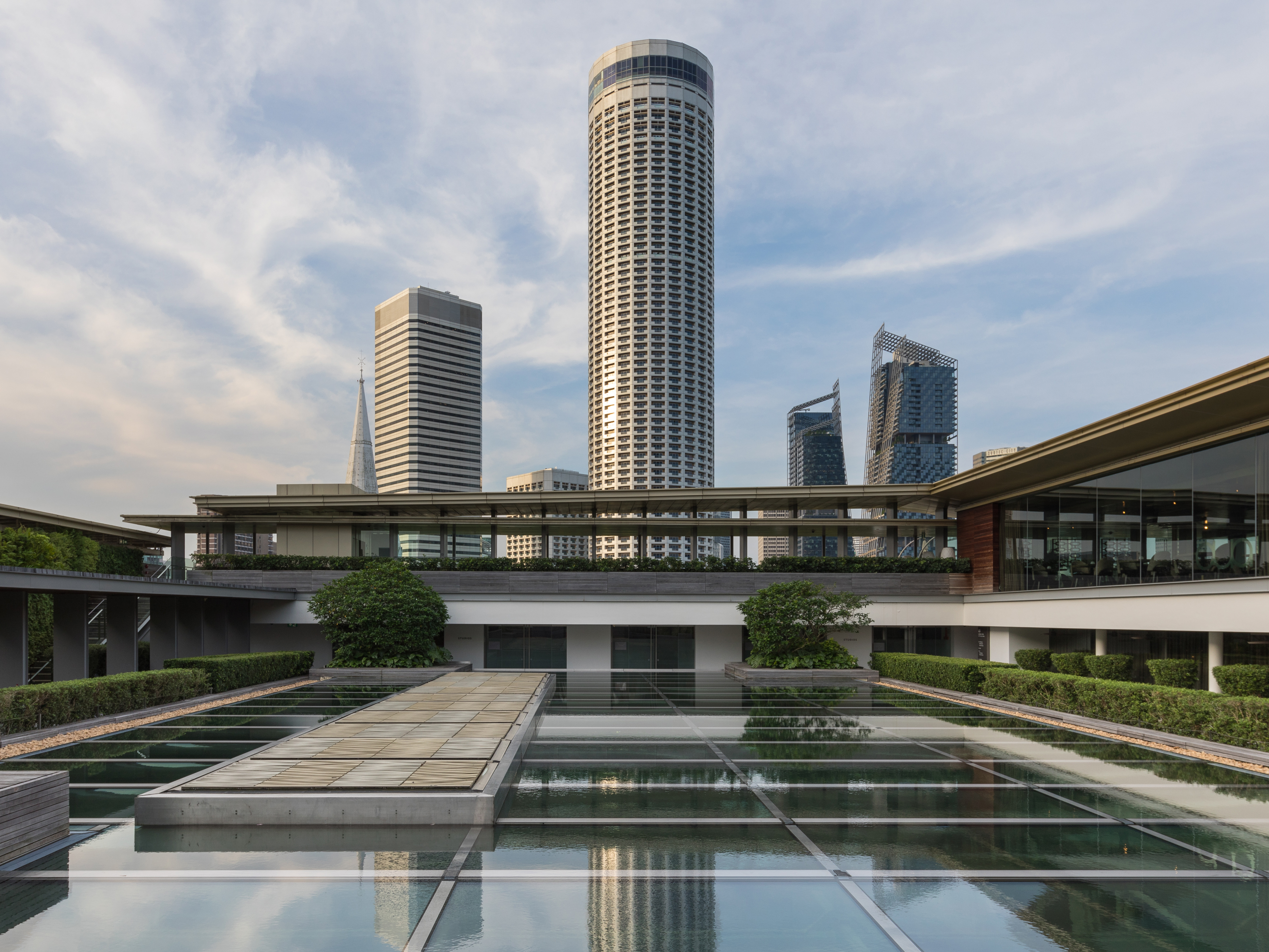
Gratte-ciel Swissôtel The Stamford se réfléchissant dans le bassin du jardin sur le toit au niveau 6 de la Galerie nationale de Singapour. Juin 2018.

La Swissôtel The Stamford est un gratte-ciel situé à Singapour et comprenant un hôtel.
Il fait partie du complexe Raffles City de Raffles Hotels and Resorts.